# Todd Williams (Schauspieler)

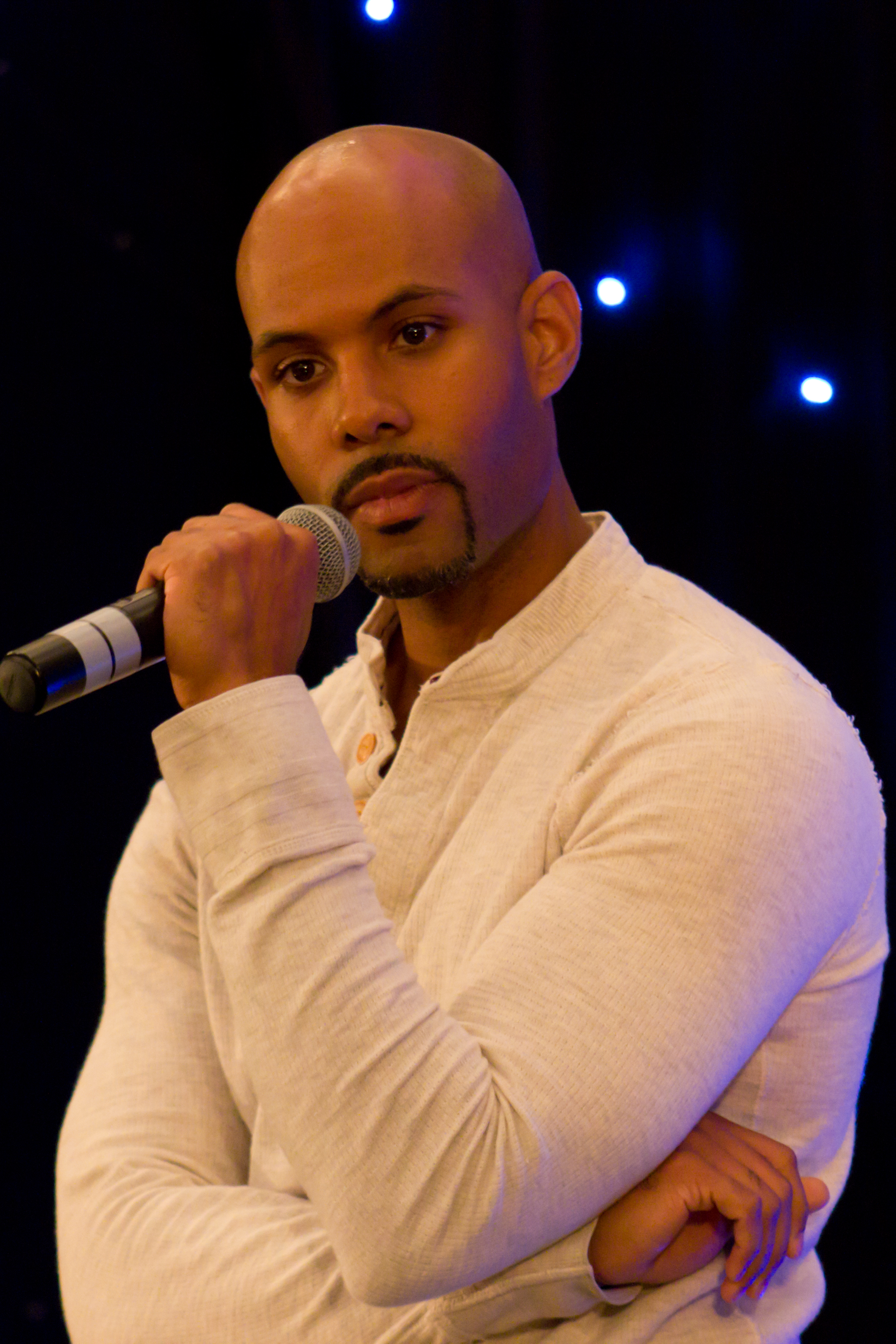
Todd Williams (2013)

Todd Williams (* 11. September 1977 in Queens, New York City) ist ein US-amerikanischer Schauspieler.

## Leben und Karriere
Todd Williams wurde im New Yorker Stadtteil Queens geboren. Während seiner Zeit auf der Talent Unlimited Highschool entschied er sich Schauspieler zu werden. Er nahm dennoch ein Studium in Music Business an der New York University auf, um eine Alternativlaufbahn einschlagen zu können. Schlussendlich brach er das Studium allerdings doch ab.
Nach einigen Auftritten in Werbespots gab er sein Schauspieldebüt in dem Film Lift, an der Seite von Kerry Washington. In der Folge zog er 2005 nach Los Angeles und konnte so als Gastdarsteller in US-Fernsehserien wie Law & Order: Special Victims Unit, Third Watch – Einsatz am Limit oder CSI: Vegas auftreten. 2011 übernahm er zum ersten Mal eine Serienhauptrolle als Officer Isaac Joiner in The Chicago Code. 2015 war er in Serien wie Criminal Minds und Devious Maids – Schmutzige Geheimnisse, sowie in dem Actionfilm San Andreas neben Dwayne Johnson zu sehen.

## Filmografie (Auswahl)
- 2001: Lift
- 2003: Twilight Zone (Fernsehserie, Episode 1x29)
- 2004: Third Watch – Einsatz am Limit (Third Watch, Fernsehserie, 3 Episoden)
- 2005: Tilt (Fernsehserie, 9 Episoden)
- 2006: The Last Stand
- 2006: CSI: Miami (Fernsehserie, Episode 5x03)
- 2007: CSI: Vegas (Fernsehserie, Episode 7x23)
- 2008–2009: In Plain Sight – In der Schusslinie (In Plain Sight, Fernsehserie, 15 Episoden)
- 2011: The Chicago Code (Fernsehserie, 13 Episoden)
- 2012–2013: Vampire Diaries (The Vampire Diaries, Fernsehserie, 7 Episoden)
- 2013: Switched at Birth (Fernsehserie, 5 Episoden)
- 2014: Silver Skies
- 2014–2017: Teen Wolf (Fernsehserie, 5 Episoden)
- 2015: Bones – Die Knochenjägerin (Bones, Fernsehserie, Episode 10x15)
- 2015: Criminal Minds (Fernsehserie, Episode 10x22)
- 2015: San Andreas
- 2015: Devious Maids – Schmutzige Geheimnisse (Devious Maids, Fernsehserie, Episode 3x12)
- 2016: Scorpion (Fernsehserie, Episode 3x07)
- 2016: Silver Skies
- 2016–2017: Good Behavior (Fernsehserie, 7 Episoden)
- 2018: 9-1-1 (Fernsehserie, 2 Episoden)
- 2019: If Not Now, When?
- 2019: Ballers (Fernsehserie, Episode 5x05)
- seit 2019: All Rise – Die Richterin (All Rise, Fernsehserie)
- 2021: Panic (Fernsehserie, 10 Episoden)